# Razgorce
Razgorce je naselje u slovenskoj Općini Vojniku. Razgorce se nalazi u pokrajini Štajerskoj i statističkoj regiji Savinjskoj. 

## Stanovništvo
Prema popisu stanovništva iz 2002. godine naselje je imalo 14 stanovnika.